# Vértice Parapetos

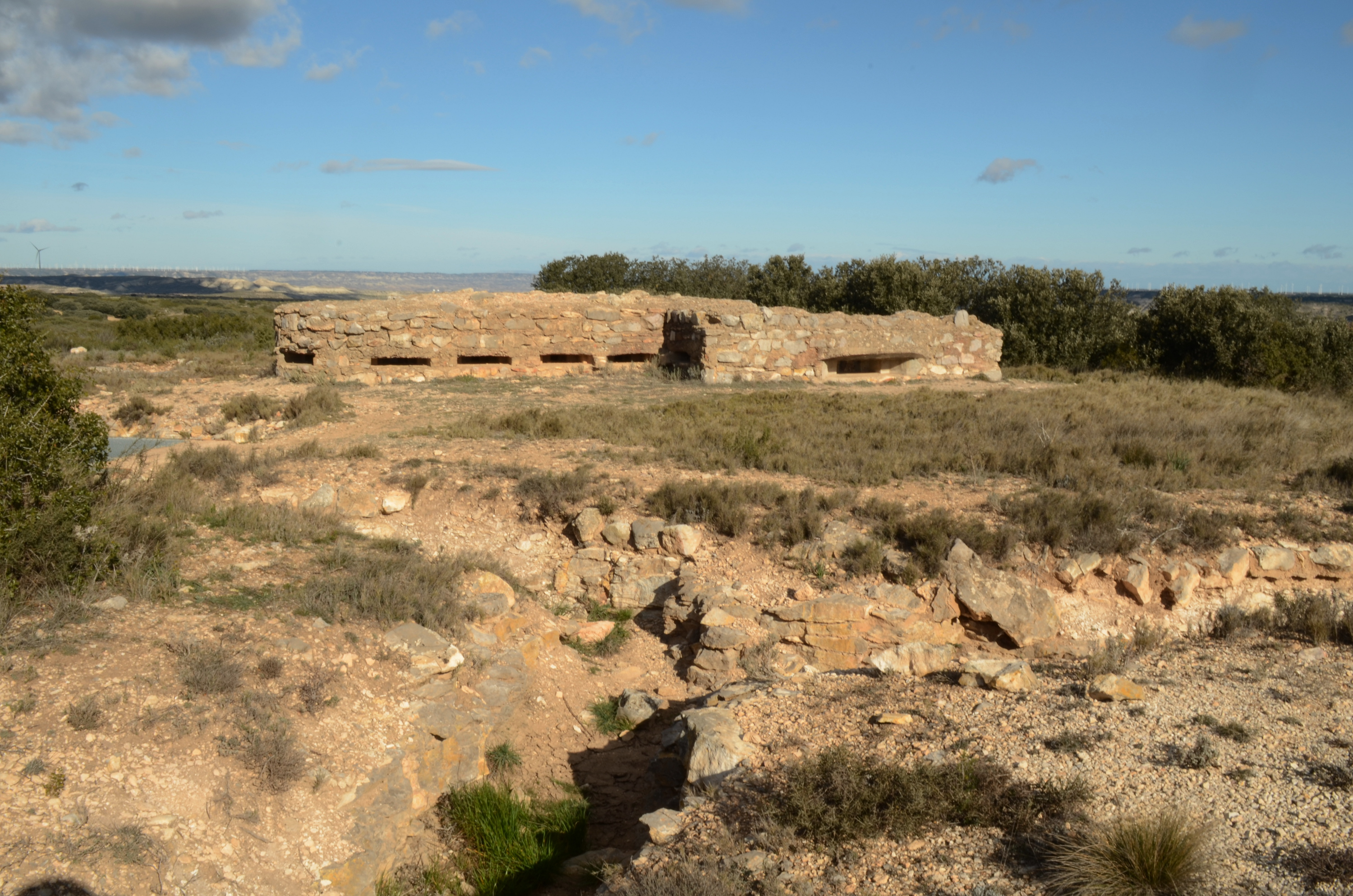
Vértice Parapetos (Jaulín). Búnker y trincheras del ejército sublevado de la guerra civil española.

El vértice Parapetos es un conjunto fortificado de Jaulín (España), construido en la guerra civil española por el ejército sublevado frente al Vértice de Sierra Gorda, posición del ejército republicano, en la batalla del Ebro. Su finalidad era detener el avance del ejército republicano en dirección a Zaragoza por el sur.
Está situado a ambos lados de la carretera que va de Jaulín a Fuendetodos, junto a un vértice geodésico del Instituto Geográfico Nacional, de ahí su nombre. Consta de cuatro búnkeres del tipo conocido como puesto de escuadra. Estos puestos son de forma rectangular y tienen aspilleras para unos veinte fusileros y un nido de ametralladora en la esquina orientada al enemigo; en el centro tienen un almacén y zona de descanso. Según figura inscrito en ellos, fueron construidos en 1937 por la compañía de zapadores "Los Barbis".